# Ulrich Wolf (General)

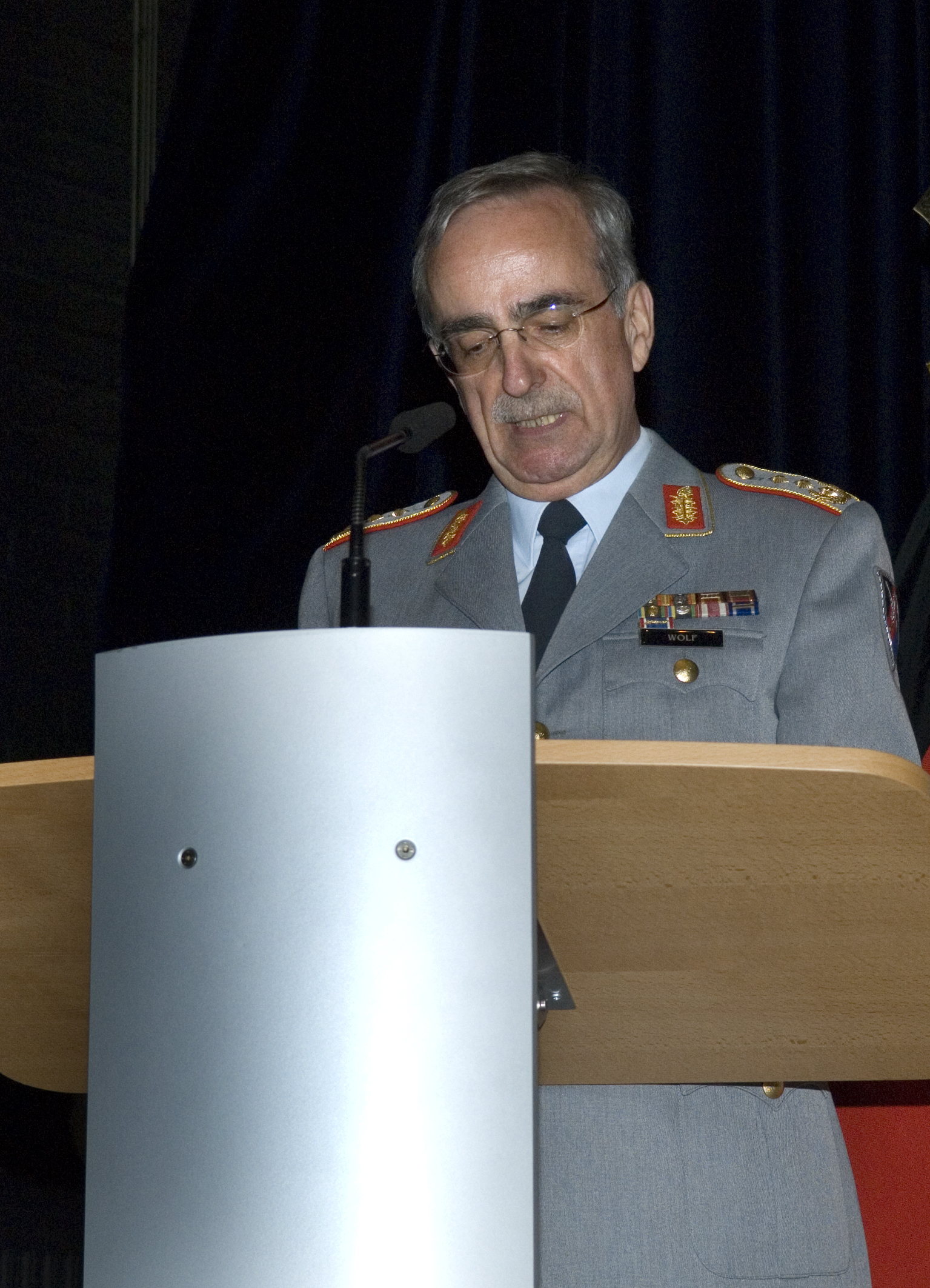
Ulrich Wolf (2009)

Ulrich H. M. Wolf (* 12. April 1947 in Rodenbach) ist ein Generalleutnant des Heeres der Bundeswehr außer Dienst. Zuletzt war er Direktor der NATO Communications and Information Systems Services Agency (NCSA) der NATO.

## Militärische Laufbahn

### Ausbildung und erste Verwendungen
Wolf trat nach dem Abitur in Bielefeld-Bethel 1967 zunächst als Grundwehrdienstleistender beim Pionierbataillon 7 in Höxter in die Bundeswehr ein. Nach dem Wechsel in die Laufbahn der Offiziere des Truppendienstes der Pioniertruppe wurde er 1970 Leutnant und Zugführer im Pionierbataillon 7. Ab 1972 war er Jugendoffizier beim Wehrbereichskommando IV in Mainz. Von 1974 bis 1977 studierte er an der Fachhochschule der Bundeswehr für Betriebswirtschaft in Darmstadt, wo er den Abschluss Diplom-Betriebswirt erlangte. Anschließend war er Kompaniechef der 2. Kompanie des Pionierbataillons 5 in Lahnstein. Von 1979 bis 1981 wurde er im 22. Generalstabslehrgang Heer an der Führungsakademie der Bundeswehr in Hamburg zum Offizier im Generalstabsdienst ausgebildet.

### Dienst als Stabsoffizier
Ab 1981 war Wolf Generalstabsoffizier für Militärisches Nachrichtenwesen (G 2) beim I. Korps in Münster. Von 1983 bis 1984 besuchte er das US Command and General Staff College in Fort Leavenworth in den Vereinigten Staaten. Ab 1984 war Wolf Generalstabsoffizier beim Stellvertreter des Generalinspekteurs der Bundeswehr und wurde 1986 Bataillonskommandeur des Pionierbataillons 110 in Minden. Von 1988 bis 1989 war er Generalstabsoffizier für Personal (G 1) der 5. Panzerdivision in Diez und von 1989 bis 1991 Pressereferent beim Inspekteur des Heeres. Ab 1991 war er im Dienstgrad Oberst Chef des persönlichen Stabes von NATO-Oberbefehlshabers Alliierte Streitkräfte Europa Mitte (AFCENT) in Brunssum in den Niederlanden.

### Dienst als General
1994 wurde Wolf Brigadekommandeur der Panzerbrigade 12 in Amberg und zum Brigadegeneral ernannt. Ab 1996 war er Assistent Chief of Staff Operations im Hauptquartier Alliierte Landstreitkräfte Europa Mitte in Heidelberg und ab 1998 in gleicher Funktion bei AFCENT. 1999 wurde er Chef des Stabes des I. Deutsch-Niederländisches Corps in Münster und 2002 zum Generalmajor ernannt. Anschließend war er Kommandeur des Heerestruppenkommandos in Koblenz. Ab August 2004 übernahm er die NATO Communications and Information Systems Services Agency als Direktor im Obersten Hauptquartier der Alliierten Streitkräfte in Europa in Mons in Belgien. Am 24. April 2009 übergab er das Kommando über die NCSA an seinen Nachfolger Kurt Herrmann und wurde mit Ablauf des Monats in den Ruhestand versetzt.

### Auslandseinsätze
Wolf war 1996/1997 Abteilungsleiter Operationsführung im Hauptquartier der NATO (IFOR/SFOR) in Sarajevo, Bosnien und Herzegowina.

## Sonstiges
Nach seinem Dienstzeitende ist Wolf als Berater tätig. Er ist seit 1971 verheiratet, evangelisch und hat eine Tochter.